# Jan Pohribný

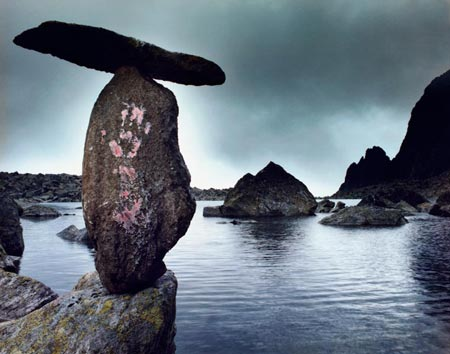
Jan Pohribný: Megalit land, 1988

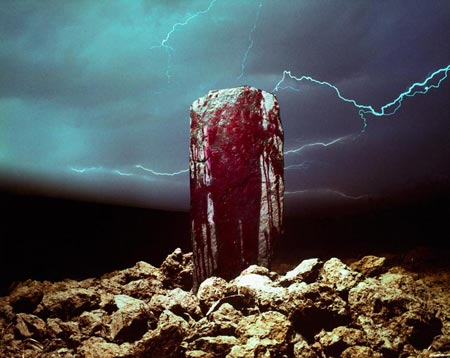
Jan Pohribný: Svůdce, 1989

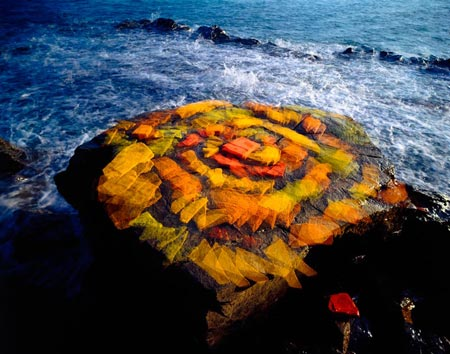
Jan Pohribný: Imperia, 1992

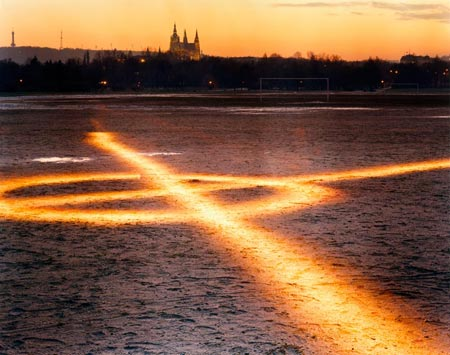
Jan Pohribný: Letná, 1997

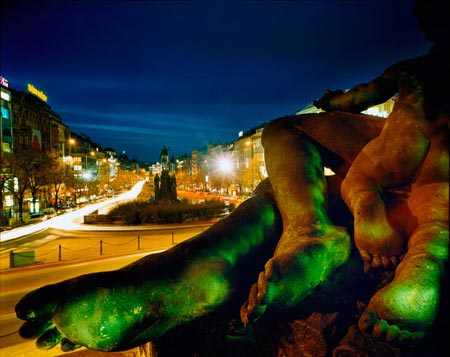
Jan Pohribný: Václavské náměstí, 2001

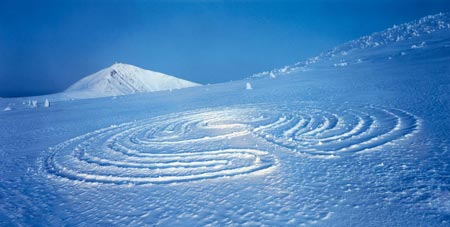
Jan Pohribný: Endbeginning, 2005

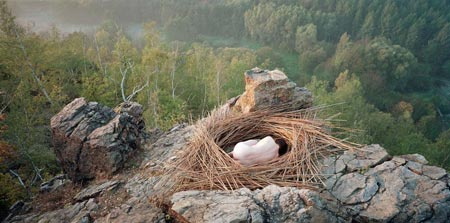
Jan Pohribný: Hnízdo, 2007

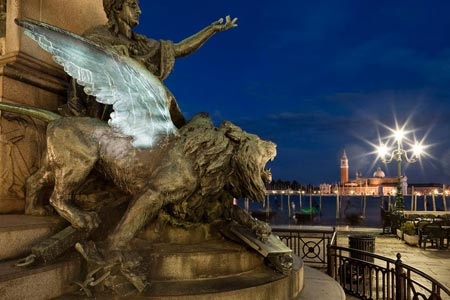
Jan Pohribný: Benátský lev, 2009

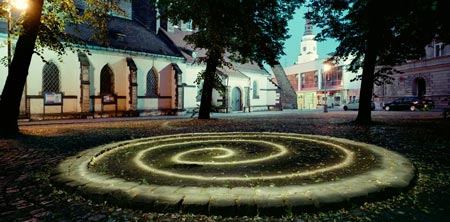
Jan Pohribný: Spirála, 2009

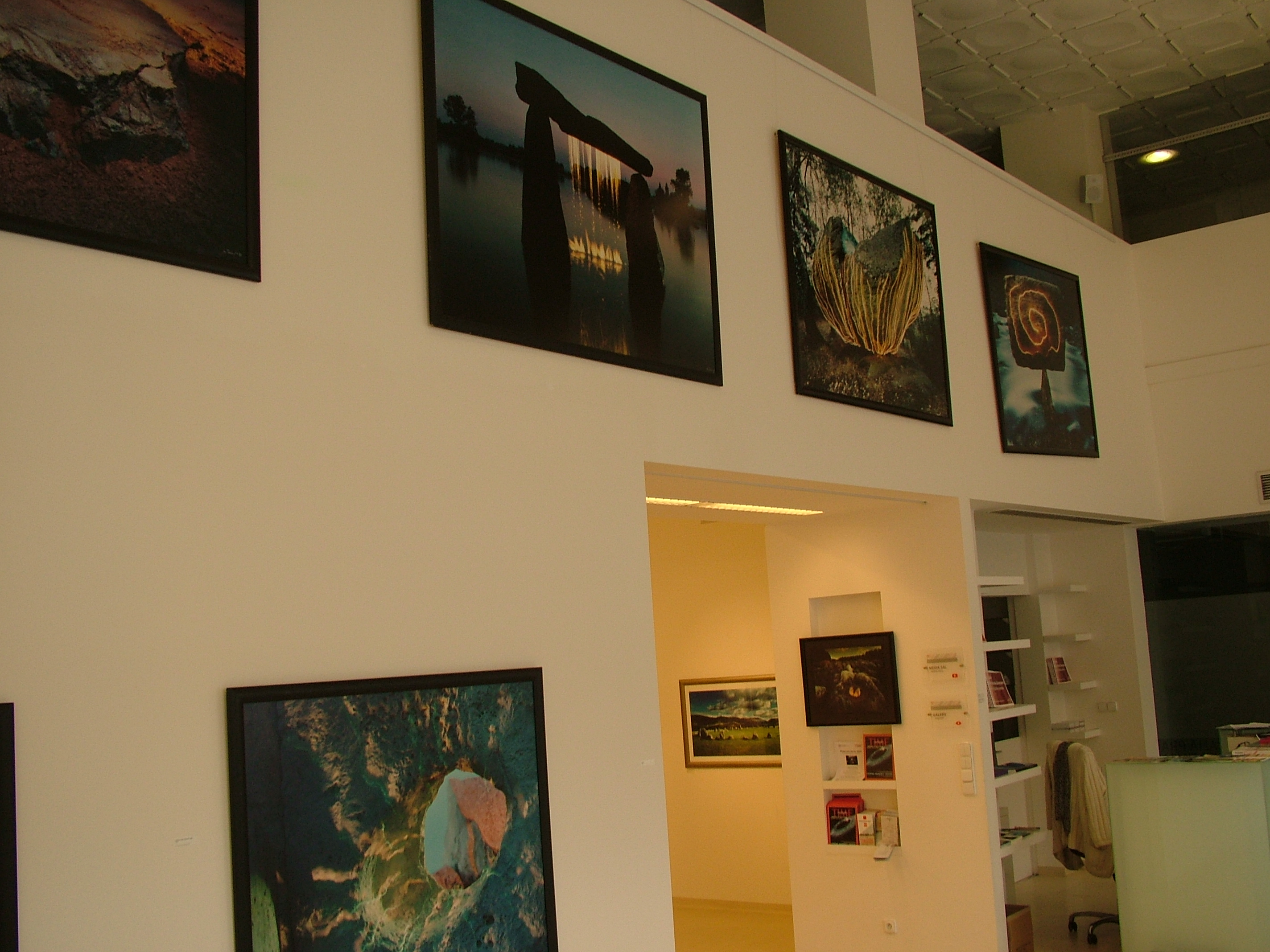
Výstava Jana Pohribného Kamenná posedlost v Českém centru Praha, 2008

Jan Pohribný (* 8. února 1961, Praha) je český fotograf, umělec a pedagog. Věnuje se zejména inscenované krajinářské fotografii a land-artu. Jeho tvorba je charakteristická užitím instalací, barev a světelné malby, kterou autenticky „zviditelňuje“ energie zvolených přírodních lokalit, posvátných míst a bytostí, které jsou součástí „ztraceného ráje“, jehož je autor věčným hledačem. Je držitelem titulu MQEP (Master Qualified European Photographer).

## Životopis
K fotografii se dostal v roce 1969 „náhodou“, když nalezl svůj první fotoaparát v bazilice svatého Marka v Benátkách, v počáteční tvorbě byl však ovlivněn rodiči (matka ilustrátorka, otec – výtvarný teoretik). Vzdělání absolvoval na Střední průmyslové škole grafické v Praze (1980) a pak na Filmové a televizní fakultě AMU v Praze (1986). Po jejím dokončení odjel na půlroční stáž na Taideteollinen korkeakoulu v Helsinkách (1986).
Od roku 1986 pracuje jako samostatný fotograf-výtvarník. Vedle své volné tvorby se věnuje převážně reklamní a ilustrační výtvarné fotografii, příležitostně i grafickému designu. Spolupracuje s řadou předních agentur, firem, vydavatelství a časopisů i s některými výraznými umělci doma a v zahraničí. Od roku 1990 je členem a od roku 2017 prezidentem Asociace profesionálních fotografů (APF ČR). APF zastupuje od roku 2018 ve správní radě Evropské federace profesionálních fotografů (FEP) a je členem vedení Světového fotografického poháru (WPC). Od roku 1990 je členem Pražského domu fotografie (nyní FotoForum Praha), kde v letech 1992–1997 byl lektorem a hlavním koordinátorem Letních dílen PHP a od roku 2003 je členem jeho správní rady. Od roku 1995 je zakládajícím členem a do roku 2016 i prezidentem Spolku pro obnovu únětické kultury. Od roku 1998 – 2013 byl pedagogem na Institutu tvůrčí fotografie při Slezské univerzitě v Opavě. Od roku 2011–15 byl externím pedagogem na VOŠ Michael. Od r. 2020 přednáší na Vysoké škole kreativní komunikace. Od r. 1990 působí jako lektor workshopů doma i v zahraničí, zejména ve Finsku a Norsku, v letech 2003 – 2012 přednášel na Prague Summer Program pro Western Michigan University. V roce 2006 absolvoval roční residenční umělecký pobyt v okrese Etelä – Savo ve Finsku.
Ve volné tvorbě se dlouhodobě zaměřuje na aranžovanou a konceptuální fotografii v přírodě – volném prostoru. Zajímá ho vztah předmětu a prostoru ať už ve formě stopy pohybu (cyklus Pigmenty 1983–85) nebo předmětná podoba vytržená ze souvislosti na prázdné ploše oblohy (Nebe, modrý nebe 1983) či otázku času, okamžiku (Létavci 1985–86). Od roku 1988 vytváří své vize a reflexe na posvátná a kultovní místa prehistorické Evropy (cyklus Nová doba kamenná). Zde spojuje nejen předešlé principy pohybu, výrazných barevných stop či monochromatických řešení, ale využívá mimo jiné významně světelné malby, která „zviditelňuje“ energie zvolených přírodních lokalit či posvátných kamenů vztyčených lidskou rukou. Obdobně konfrontuje s prostorem a živly ve svých instalacích také křehké objekty z ručního papíru Jana Činčery (cyklus JanČin), který vzniká paralelně od roku 1993. Od poloviny devadesátých let pracuje na cyklu Osvícené city, ilustrující vzpomínky i vize míst, kde dlouhodobě pobýval nebo která jej významně oslovila. Od roku 1999 se skrze konfrontaci lidského těla a krajiny zaměřuje na „hledání ztraceného ráje“ (cyklus Andělé) reflektující autorovo znepokojení nad vytrácejícími se přirozenými vazbami člověka a přírody, nad duchovní vyprázdněností současné západní civilizace. Takřka dokumentární formu nesou jeho cykly Konec ráje a Industriální city, na kterých pracuje od roku 2010 a které se věnují industriálním památkám i mizející původní městské zástavbě v Číně nebo na perifériích českých měst tj. temným i nadějným stránkám civilizace, zániku i zrodu. Kombinaci malby na sklo skrze které je pozorována krajina, využívá ve svých fotografiích od roku 2013 v cyklu Pittura Intima. Příspěvkem k rituálnímu prostoru a zjednodušení až na základním geometrické struktury je nejnovější cyklus Spi-rituální geometrie (2013-).Tvůrčí postupy uplatňuje i v užité tvorbě, např. v reklamě nebo v knižní ilustraci.
| „ | Mezi člověkem a vírou, vírou v cosi vyššího, leží často hlubina, hlubina poznání sebe sama. Je to návrat do kruhu zasvěcení, k dotyku věčného světla, jež v sobě nosíme. | “ |

## Zastoupení ve sbírkách
- Galerie hlavního města Prahy, Praha (CZ)
- La Mission de la Photographie, Paris (F)
- Moravská galerie, Brno (CZ)
- Musée de l‘Elysée, Lausanne (CH)
- Museum of Fine Arts, Houston (USA)
- Muzeum umění a designu Benešov, Benešov u Prahy (CZ)
- Muzeum umění, Olomouc (CZ)
- Muzeum fotografie a moderních obrazových médií, o. p. s.
- Severočeské muzeum v Liberci (CZ)
- Uměleckoprůmyslové muzeum, Praha (CZ)

## Výstavy
Samostatné výstavy:
- 1984 – FAMU, Praha (CS)
- 1986 – Galerie Finnfoto, Helsinki (FIN)
- 1986 – Galerie Baszta, Boleslawiec (PL)
- 1987 – Výstavní síň Semafor, Praha (CS)
- 1987 – Síň J.K. Tyla (s R. Ciglerovou), Kutná Hora (CS)
- 1989 – Galerie Nahoře, České Budějovice (CS)
- 1989 – Panský dům (s M. Nechalovou – oděv), Uherský Brod (CS)
- 1990 – Divadlo Kruh, Plzeň (CS)
- 1991 – Galerie Brotfabrik, Berlin (D)
- 1991 – Okresní muzeum (s S. Kasalým – šperk), Pelhřimov (CS)
- 1991 – M+K galerie (s S. Kasalým – šperk), Jihlava (CS)
- 1992 – Kulturní a informační centrum ČSFR, Berlin (D)
- 1993 – Pražský dům fotografie (s Johnem C. Heskethem), Praha (CZ)
- 1993 – Galerie ARS Temporis (s S. Kasalým – šperk), Klagenfurt (A)
- 1994 – Muzeum umění a designu v Benešově u Prahy (CZ)
- 1995 – Galerie Pro Arte Kasper, Morges (CH)
- 1995 – Galerie Ambrosiana, Brno (CZ)
- 1995 – Malá galerie spořitelny v Kladně (CZ)
- 1995 – Čajovna Miyabi (společně s J. Činčerou – papírové objekty), Praha (CZ)
- 1995 – Galerie IVO (společně s J. Činčerou – papírové objekty), Frankfurt a.M. (D)
- 1997 – Galerie G4, Cheb (CZ)
- 1998 – Zámek Klenová (společně s J. Činčerou – papírové objekty), Klenová (CZ)
- 1999 – Galerie Opera, Divadlo Jiřího Myrona, Ostrava (CZ)
- 1999 – Czech Centre New York, N.Y. (USA)
- 2000 – Konzulát České republiky, Bombay (IND)
- 2000 – Imatran Culture Centre, Imatra (FIN)
- 2000 – Hrad Sovinec, Sovinec (CZ)
- 2000 – Lázně Bludov, Bludov (CZ)
- 2001 – IP Deutschland (společně s B. Hobusch a N. Rovderovou), Köln a.R. (D)
- 2002 – Dům umění (společně s J. Činčerou – papírové objekty), Opava (CZ)
- 2002 – Klub Kultury, Letní filmová škola, Uherské Hradiště (CZ)
- 2002 – Česká národní banka, Praha (CZ)
- 2003 – Galerie Veselý výlet, Pec pod Sněžkou (CZ)
- 2003 – Galerie umělecké fotografie, Moravská Třebová (CZ)
- 2003 – Zámecká galerie Buchlovice, Buchlovice (CZ)
- 2004 – Ambit Moravské galerie Brno, Brno (CZ)
- 2005 – Neue Rathaus (společně s Kamilem Vargou, Weiden (D)
- 2005 – Galerie G4, Cheb (CZ)
- 2005 – Galerie Fotart, Szczecin (PL)
- 2005 – Atmosphere, Praha (CZ)
- 2005 – Galerie Spodki, Bialystok (PL)
- 2006 – Gallery PlaceM, Tokyo (JAP)
- 2006 – PatriotX, Praha (CZ)
- 2006 – Galerie zdravého města, Karviná (CZ)
- 2007 – Galerie FOMA, Hradec Králové (CZ)
- 2007 – Galerie Bazilika, České Budějovice (CZ)
- 2007 – České centrum, Stockholm (S)
- 2008 – Dům umění, Mikkeli (FIN)
- 2008 – České centrum, Praha (CZ)
- 2008 – Národní muzeum fotografie, Jindřichův Hradec (CZ)
- 2009 – Galerie U rytíře, Liberec (CZ)
- 2010 – Muzeum idejí, Lvov (UA)
- 2011 – České infocentrum, Soul (KOR)
- 2011 – Dom fotografie, Liptovský Mikuláš (SK)
- 2012 – Cosmodrome, Genk (B)
- 2012 – České informační centrum, Seoul (Jižní Korea)
- 2013 – Galerie M.A. Bazovského, Trenčín (SK)
- 2014 – Galeria Petra Matejku, Nové Mesto nad Váhom (SK)
- 2014 – Stredoeuropsky dom fotografie, Bratislava (SK)
- 2015 – Galerie výtvarného umění, Hodonín (CZ)
- 2015 – Bibliothek Bocholt (BE)
- 2015 – Prácheňské muzeum, Písek (CZ)
- 2017 – Synagoga, Fotofestival Levice (SK)
- 2017 – Galerie Spodki, Bialystok (PL)
- 2018 – Galerie Celnice, Malá Úpa (CZ)
- 2019 – Embassy Gallery (together with Kirsimaria Törönen), Czech Embassy, Helsinki (FIN)
- 2019 – Unica, Brno (CZ)
- 2020 – POVA photocenter,(together with Kirsimaria Törönen), Lapua (FIN)
- 2021-2022 – Hranice ráje, Kabinet fotografie v Galerii Kladenského zámku, 9. prosinec 2021 - 27. únor 2022[3]

Společné výstavy – přes 130 výstav doma i v zahraničí:

## Ocenění
- Cena města Arles, R.I.P. Arles, 1990 (F)
- 2. cena na Czech Press Foto v kategorii Umění a kultura, Praha, 1995 (CZ)
- 2. cena na Czech Press Foto v kategorii Příroda a Ochrana život. prostředí, Praha, 1997 (CZ)
- 3. cena na Czech Press Foto v kategorii Umění a kultura, Praha,2001 (CZ)
- Titul Qualified European Photographer, udělený Federací evropských fotografů, Brussel (B), 2001
- Nejlepší fotografická publikace roku, kniha Jan Pohribný: Magické kameny, v kategorii Portfolio, 2008
- Osobnost české fotografie za rok 2011, Praha (CZ), 2012
- Osobnost české fotografie za rok 2016 – v kategorii Kalendář, Praha (CZ), 2017
- Cena za přínos horské fotografii, Fotofest Malá Úpa (CZ), 2018
- Titul Master QEP, udělený Federací evropských profesionálních fotografů, Bergen (Nor), 2019

## Jiná publikační činnost
- Horníček, Hurník, Preclík: TROJHLAS, Melantrich, 1986
- Preclík, Vladimír : Monograph, Orbis Pictus, 1991
- Zhoř Igor: Vladimír Preclík, Kant, 1995, ISBN 80-901903-3-2
- Pohribný, Arsén: Kolář a Novák, Slovenská národná galéria, ISBN 8085188-90-2
- Nedoma, Fárová, Doležal: František Drtikol – fotograf, malíř, mystik, Gallerie Rudolfinum, 1998
- Preclík Vladimír : 54 týdnů úspěšného roku, Eminent, 2001
- Nešlehová, Mahulena: Jan Koblasa, Nakladatelství Karolinum, 2002, ISBN 80-246-0356-X
- Preclík Vladimír : Paměť sochařského portrétu, Academia, 2003, ISBN 80-200-1184-6
- autorský kolektiv: Únětická kultura, Spolek pro obnovu únětické kultury, 2003, ISBN 80-239-1566-5
- Baleka, Jan: Vladimír Preclík, Academia, 2004, ISBN 80-200-0995-7
- autorský kolektiv: Živel oheň – energie, Koniklec, 2004, ISBN 80-902606-4-0
- autorský kolektiv: Baletní jednotka Křeč, Pražská scéna, 2004, ISBN 80-86102-10-6
- autorský kolektiv: Decuria (10 QEP fotografů z Čech), HQ Kontakt, 2005, ISBN 80-903071-4-0
- Preclík, Vladimír: Přišel jsem pozdravit sochy, Gallery, 2005, ISBN 80-86010-88-0
- autorský kolektiv: Živel Voda, Koniklec, 2005, ISBN 80-902606-5-9
- autorský kolektiv: Živel země, Koniklec, 2005
- autorský kolektiv: Naučte se komponovat kreativně, ZonerPress, 2005, ISBN 80-86815-32-3
- Veselá, Eva: Magická Praha, K.P.R., 2005
- Pohribný, Arsén: Já su stěhovavý pták, Muzeum Olomouc, 2006 ISBN 80-85227-79-7
- autorský kolektiv: AKT – naučte se fotografovat kreativně, ZonerPress, 2007, ISBN 978-80-86815-68-8
- autorský kolektiv: Jalo kivi, Maahenki, 2010, ISBN 978-952-5652-81-9
- autorský kolektiv: Roztoky očima staletí, Město Roztoky, 2011, ISBN 978-80-254-9078-5
- Formanová, Markéta: Paměť loutky, Západočeské muzeum v Plzni, 2015, ISBN 978-80-7247-111-9
- Primus, Zdenek: Jan Koblasa, Dílo ve dvou retrospektivách, Kant, 2015, ISBN 978-80-7437-160-8
- autorský kolektiv: Velká kniha o TOMících, Asociace TOM, 2016, ISBN 978-80-906797-0-2
- Jaklová, Lenka: Cesty loutek, Královéhradecký kraj, 2017
- Dílo Jana Koblasy v kostele sv. Petra a Pavla v Jedovnicích (Avantgardní umění v sakrálním prostoru), Barrister & Principal, Brno (Brno-město), 2018